# Caserma Castro Pretorio
La Caserma Castro Pretorio (anche detta Caserma "Macao") è una caserma di Roma, situata nel Rione Castro Pretorio.

## Descrizione

### Storia
La storia della caserma inizia e coincide con quella dei Castra Praetoria stessi nel 23 d.c., divenendo nel corso dei secoli il quartier generale delle truppe scelte per la protezione anche personale di chi comandava la città di volta in volta: dai pretoriani ai tempi dello Stato romano agli zuavi della Roma papalina di metà Ottocento.
Dopo l'8 settembre 1943, la caserma fu protagonista del disarmo dei carabinieri della capitale dal 6 ottobre in poi: i carabinieri furono intimati quel giorno di portare le proprie armi presso tale caserma. Essa divenne inoltre la sede delle autorità tedesche.
Nel giugno 2021 viene annunciato che la caserma sarà parte del primo Smart Military District d'Italia.

### Descrizione
Oggi la caserma, molto importante dal punto di vista logistico per l'intero esercito italiano, è la sede anche di diverse strutture fisiche e logistiche:
- Raggruppamento Logistico Centrale (RA.LO.CE.)
- Comando Unità Servizi[5]
- Comando Trasporti e Materiali

A sud della caserma e confinante con essa vi è la Biblioteca Nazionale Centrale e poi ancora la Caserma "Pio IX": tutti questi edifici hanno la propria entrata principale su Viale Castro Pretorio, a distanza di poche decine di metri l'uno dall'altro.

## Caserma Pio IX - Foresteria Militare di Roma
Nella zona sud dei Castra Praetoria vi è la Foresteria Militare di Roma (anche nota come Caserma "Pio IX", "Caserma degli Zuavi" o "Circolo Ufficiali Pio IX"), che fornisce, tra i vari servizi, un hotel e ristorante destinato esclusivamente agli appartenenti alle forze armate e ai loro familiari.

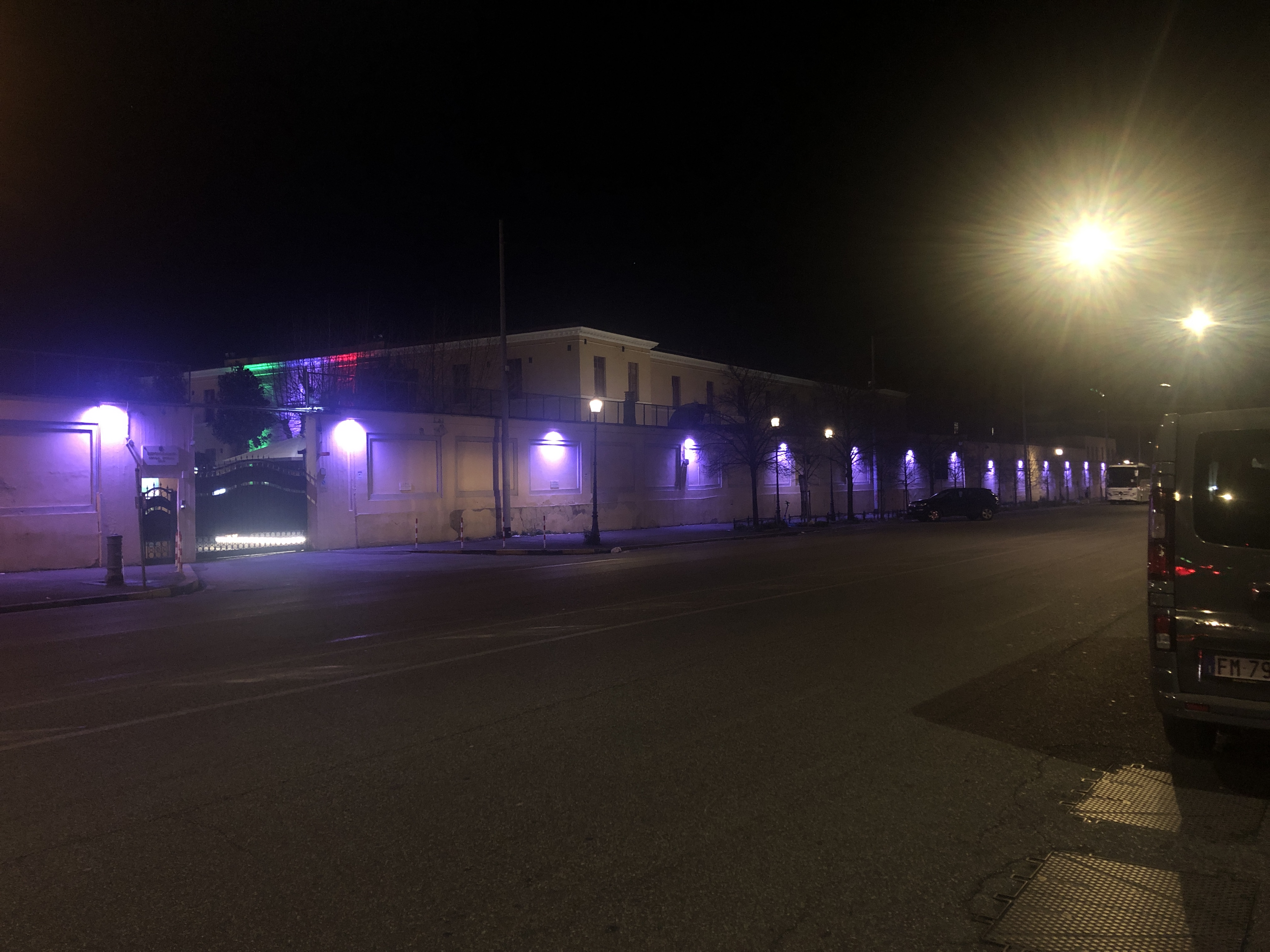
L'entrata della Foresteria Militare di Roma di sera, con la nuova illuminazione viola su Viale Castro Pretorio.
Mappa attuale dei Castra Praetoria di Roma: le parti in bianco sono la caserma Castro Pretorio (zona nord) e la Foresteria Militare di Roma / Circolo "Pio IX" (zona sud).